# Спасението
„Спасението“ е български игрален филм (военна драма) от 1984 г. на режисьора Борислав Пунчев, по сценарий на Петър Пейчев и Серафим Северняк (по новелата „Охридска балада“ на Серафим Северняк). Оператор е Борислав Пунчев. Музиката във филма е композирана от Симеон Пиронков. Художник на постановката е Петко Бончев.

## Сюжет
Филмът се основава на истинската история за спасяването на български войници в Охрид в края на Втората световна война.
През октомври 1944 г. 25 български военнопленници успяват да се измъкнат от отстъпващата германска колона при Охрид и да се доберат до местния партизански отряд. Германците поставят ултиматум на гражданите, помогнали на пленниците, да предадат българите или в противен слчай градът ще бъде унищожен. Човешкият дълг надделява и хората се обединяват пред лицето на заплахата.

## Състав

### Актьорски състав
| Изпълнител                            | Роля                                      |
| ------------------------------------- | ----------------------------------------- |
| Коста Цонев                           | Никола Бакърджиев                         |
| Невена Коканова                       | Жената на Бакърджиев                      |
| Ян Новицки                            | Комендантът на града Егерхард Баумгартнер |
| Алиция Яхевич                         | Преводачката Савинова                     |
| Михал Байор                           | оберлейтенант Фогел                       |
| Стойчо Мазгалов                       | Помощник-кметът                           |
| Любомир Кънев                         | Очилатият                                 |
| Богомил Симеонов                      | Търговецът Сидеров                        |
| Сотир Майноловски                     | Бай Димитър, кафеджията                   |
| Йордан Спиров                         | златарят Георги Димов                     |
| Боряна Пунчева                        | Надя Бакърджиева                          |
| Антон Радичев                         | младши сержантът Шахана, ковчежник        |
| Кирил Янев                            | попът охридчанин                          |
| Атанас Божинов                        |                                           |
| Марин Янев                            | Петър Савинов                             |
| Павел Поппандов                       | доктора                                   |
| Филип Трифонов                        |                                           |
| Станислав Пищалов                     |                                           |
| Емил Марков                           |                                           |
| Любомир Бъчваров                      | Отец Кирил                                |
| Стефан Георгиев                       |                                           |
| Христо Руков                          |                                           |
| Йордан Биков                          |                                           |
| Жана Яковлева                         |                                           |
| Огнян Узунов                          |                                           |
| Северина Тенева                       |                                           |
| Росен Ботев                           |                                           |
| Радослав Блажев                       |                                           |
| Вихрен Алексиев                       |                                           |
| Вера Дикова                           |                                           |
| Вера Ковачева                         |                                           |
| Калин Арсов                           | германски военен                          |
| Димитър Димитров                      |                                           |
| Тодор Мадолев                         |                                           |
| Найчо Петров                          | ходжата                                   |
| Антония Драгова                       |                                           |
| Иван Йорданов                         |                                           |
| Димитър Миланов                       |                                           |
| Веселин Борисов                       |                                           |
| Иван Гайдарджиев                      |                                           |
| Владимир Русинов (като Владо Русинов) |                                           |
| Кирил Кирков                          |                                           |
| Петър Гетов                           |                                           |
| Любомир Ценов                         |                                           |
| Лъчезар Стоянов                       | Боре                                      |
| Димитър Бочев                         |                                           |
| Досьо Досев                           |                                           |
| Дойка Маркова                         |                                           |
| Паша Нанкова                          |                                           |
| Росица Братанова                      |                                           |
| Минка Сюлеймезова                     | охридчанка                                |
| Йордан Духнев                         |                                           |
| Христо Памуков                        |                                           |
| Надежда Кесякова                      |                                           |
| Любомир Миладинов                     |                                           |
| Кирил Върбанов                        |                                           |
| Иван Касабов                          |                                           |
| Борислав Иванов                       |                                           |
| Гани Стайков                          |                                           |
| Христо Дерменджиев                    |                                           |
| Ивайло Нанков                         |                                           |
| Мария Карел                           |                                           |
| Лора Кремен                           | охридчанка                                |
| Ангелина Сарова                       |                                           |
| Мария Седлоева                        |                                           |
| Валентин Вутов                        |                                           |
| Димитър Йорданов (като Димитър Цонев) | кръчмарят бай Кузман                      |
| Татяна Цолова                         |                                           |
| Стефан Николов                        |                                           |
| Вихрен Йорданов                       |                                           |
| Иван Мечев                            |                                           |
| Йоана Ненова                          |                                           |

### Творчески и технически екип
| Сценарий             | Сценарий: Серафим Северняк Петър Пейчев (по романа „Охридска балада“ на Серафим Северняк) |
| Режисьор Оператор    | Борислав Пунчев                                                                           |
| Художник             | Петко Бончев                                                                              |
| Костюми              | Ани Лъскова                                                                               |
| Музика               | Симеон Пиронков                                                                           |
| Звукорежисьор        | Методи Щерев                                                                              |
| Консултанти          | Христо Добрев Йордан Мурджев Христофор Тзавела Хайнц Ментел                               |
| Редактор             | Мария Балканска                                                                           |
| Директор             | Радослав Божков                                                                           |
| Втори режисьори      | Ясен Маринов Мария Радучева                                                               |
| Асистент-режисьори   | Людмила Мерджанска Иван Нанков                                                            |
| Втори оператор       | Иван Геков                                                                                |
| Асистент-оператори   | Евгени Коевски Людмил Христов Михаил Михайлов Любен Рангелов                              |
| Цветен четец         | Павел Огнянов                                                                             |
| Художници            | Никола Георгиев Виктор Василев Никола Костадинов                                          |
| Комбинирани снимки   | Иван Манев Недю Недев Бойко Янев Нено Трифонов                                            |
| Грим                 | Михаил Фердинандов Росица Иванова Атанаска Попова                                         |
| Фотограф             | Николай Господинов                                                                        |
| Декори               | Климент Автов                                                                             |
| Осветление           | Иван Нешев                                                                                |
| Кран                 | Чавдар Минев                                                                              |
| Реквизит             | Йордан Стоянов Христо Петров Бойко Ефтимов Стефан Петев                                   |
| Гардероб             | Паунка Дичева Иванка Генева Живка Будева                                                  |
| Асистенти по монтажа | Жанет Кръстева Снежана Огнянова                                                           |
| Асистенти по звука   | Георги Кондов Николай Аврамов                                                             |
| Организатори         | Нисим Талви Васил Радоев Александър Петров Илиана Недялкова                               |
| Разпространение      | „Българска кинематография“ (Copyright © 1984)                                             |

## Награди
- Награди на СБФД за режисура, мъжка роля (Коста Цонев) и сценография (Петко Бончев), 1984 г.
- Специална награда на Фестивала на българския игрален филм, Варна, 1984 г.